# Frenk Abagnejl
Frenk Vilijam Abagnejl (Bronksvil, 27. april 1948) američki je savetnik za bezbednost poznat kao bivši varalica i falsifikator u razdoblju od svoje 15 do 21 godine života. Postao je jedan od najpoznatijih prevaranata svih vremena i tvrdi da je imao makar osam različitih identiteta, uključujući pilota, lekara, zatvorskog službenika i advokata. On je pobegao iz policijskog pritvora dva puta pre nego što je napunio 21 godinu. Služio je manje od pet godina zatvora pre početka rada za federalnu vladu. Trenutno je konsultant i predavač za FBI akademiju. Takođe vodi i svoju privatnu konsultantsku firmu koja se bavi savetima u oblasti finansijskih malverzacija.

## Detinjstvo
Frenk Vilijam Abagnejl rođen je 27. aprila 1948. godine. Jedan je od četvoro dece u porodici i proveo je prvih šesnaest godina svog života u Bronksvilu u Njujorku. Njegovi roditelji su se razdvojili kada je imao dvanaest, a razveli kada je on imao šesnaest godina. Njegov otac je bio bogat čovek koji je bio veoma zainteresovan za politiku i pozorišta, i bio je uzor svom sinu.

## Prva prevara
Njegova prva žrtva je bio njegov otac, koji je dao Abagnejlu kreditne kartice za benzin i kamion da bi mu pomagao u poslu. Da bi dobio keš, Abagnejl je izmislio šemu u kojoj je koristio karticu da „kupuje” gume, akumulatore i druge delove za automobile na benzinskim stanicama, a zatim ih je prodavao za gotovinu. Na kraju, njegov otac je bio odgovoran za dug od 3.400 dolara (ekvivalentno 34,920 dolara godine 2024). Abagnejl je tada imao samo petnaest godina.

## Malverzacije i različiti identiteti
Kada je otvorio svoj prvi račun u banci imao je samo 100 dolara, ali je vrlo brzo, koristeći svoje genijalne prevare uspeo da skupi više od 40 hiljada na računu. Dok je banka otkrila prevaru, on je već promenio identitet.
Kasnije, Abagnejl je odlučio da imitira pilota jer je želeo da leti širom sveta besplatno. On je nabavio uniformu tako što je pozvao Pan Am kompaniju i zamolio da mu pošalju novu uniformu jer je stara na čišćenju, a dokumenta je nabavio falsifikujući dozvolu i koristeći logo kompanije sa modela aviona. Pan Am procenjuje da je Abagnejl leteo više od 1.000.000 milja (1.600.000 km) na više od 250 letova i obišao više od 260 zemalja. Kao pilot firme boravio je u hotelima širom sveta a svi računi za smeštaj i hranu došli su na naplatu kompaniji.
Koristeći slične izvanredne veštine, falsifikovao je diplomu pravnika sa Harvarda i uspeo je da položi pravosudni ispit u Luizijani što mu je omogućilo da dobije posao u kancelariji državnog tužioca. Jedno vreme radio je i kao pedijatar u bolnici ali je dao otkaz kad je jedna beba zamalo preminula njegovom krivicom. Takođe je predavao sociologiju na Brigam univerzitetu jedan semestar, a predstavljao se i kao trgovac na berzi i FBI agent. Najbolje od svega je to što on nije imao ni diplomu srednje škole.
U periodu od pet godina, predstavljao se pod raznim imenima i uspeo je da falsifikuje i unovči čekove ukupne vrednosti od 2,5 miliona dolara. On je uvek tvrdio da nije karijerista i da nije imao nikakve loše namere dok je izvršavao ove zločine. Želeo je samo da sebi omogući lagodniji život.

## Hapšenje i oslobađanje
Pre nego što je uhapšen u svojoj 21. godini Frenk je obmanuo ljude u svih 50 saveznih država i još 26 drugih zemalja. Odslužio je zatvorsku kaznu u trajanju od 5 godina u Francuskoj, Švedskoj, i SAD-u, gde je osuđen na 12 godina. Godine 1974. je oslobođen, ali pod uslovom da radi za vladu i pomogne vlastima da otkriju prevare i malverzacije slične onima koje je i sam izvodio.

## Spoljašnje veze
- Frenk Abagnejl на веб-сајту  (језик: енглески)
- Official Abagnale & Associates site
- Interview of Frank Abagnale with BBC News
- Official Website for Catch Me If You Can the musical